# سیارک ۴۸۴۹۵
سیارک ۴۸۴۹۵ (به انگلیسی: 48495 Ryugado، نامگذاری:1993BB) چهل و هشت هزار و چهارصد و نود و پنجمین سیارک کشف شده‌است که در ۱۶ ژانویه ۱۹۹۳ کشف شد.